# Phanerotoma ornatula
Phanerotoma ornatula är en stekelart som beskrevs av Charles Thomas Brues 1926. Phanerotoma ornatula ingår i släktet Phanerotoma och familjen bracksteklar. Inga underarter finns listade i Catalogue of Life.